# Hökfors
Hökfors  är en ort i Kristdala socken i Oskarshamns kommun i Kalmar län. Fram till och med 2005 klassades den som en småort.